# Altfraunhofen
Altfraunhofen là một đô thị thuộc huyện Landshut trong bang Bayern nước Đức. Đô thị Altfraunhofen có diện tích 24,28 km², dân số thời điểm ngày 31 tháng 12 năm 2006 là 2071 người.